# Torre de Portocolom
La Torre de Portocolom, dita també Torre de la Punta del Far, fou una torre de guaita del terme de Felanitx (Mallorca) situada vora el Far. Malgrat que va ser destruïda el 1919, les seves restes estan declarades Bé d'Interès Cultural.
Formava part d'un extens sistema de vigilància i senyalització de tota la costa mallorquina per combatre la pirateria, i connectava les torres de Cala Manacor i de Cala Figuera. Va ser construïda a final del segle xvi. Durant segles fou l'única construcció del port.

## Descripció
Construïda amb mitjans de marès i morter i referida, presentava dos cossos ben diferenciats: l'inferior, troncocònic, massís i lleugerament atalussat; i el superior, cilíndric i buit, amb una cambra coberta per volta de mitja esfera. El diàmetre era d'uns sis metres. El portal d'entrada que conduïa a la cambra estava situat a gran alçada, a sis metres, i s'hi accedia per mitjà d'una escala de mà. La cambra posseïa una escala de caragol escalonada per accedir al nivell superior. Al terrat hi havia un voladís en forma de corona construït per augmentar la capacitat per l'artilleria i que feia de parapet.
Actualment només resten les primeres filades de la torre, damunt les quals hi ha un vèrtex geodèsic.

## Història
Segons que consta en la documentació, antigament la vigilància i defensa de Cala Llonga, Portopetro i Portocolom es feia de dalt del Castell de Santueri; no cal dir que la distància és massa gran perquè el sistema fos eficient, i es començà a parlar de la possibilitat de construir una torre a Portocolom. Així, el 1570 el capità de Felanitx Pere de Pacs, seguint les instruccions del virrei Joan d'Urries, determinà la construcció d'una torre a la punta d'en Bordoi, a Portocolom. El 1571, la torre ja era enllestida.
Sembla que la torre no era prou alta, i el 1577, el capità Diego de Salcedo ordenà fer-la més alta perquè es pogués veure l'Algar. Així mateix, el 1618 s'aprofitaren unes obres d'adob per muntar-hi una bombarda.
El 1860, amb motiu de la visita de la reina Isabel II, s'ordenà d'augmentar el nombre de torrers. No obstant això, la mesura durà poc, perquè el sistema de vigilància per mitjà de torres feia dècades que era innecessari i obsolet; així, el 1867 va ser traspassada a Hisenda. Posteriorment, el 1919 va ser esbucada.
El 2013 hi havia sol·licituds de construcció d'habitatges al cantó de la torre, i per aquest motiu el Consell va ampliar la protecció de la torre al seu entorn per preservar-ne la cisterna.